# Výbor pro veřejnou správu a regionální rozvoj Poslanecké sněmovny Parlamentu České republiky
Výbor pro veřejnou správu a regionální rozvoj Poslanecké sněmovny Parlamentu ČR je jedním z výborů, které si může Poslanecká sněmovna zřídit. Poslední předsedkyní výboru byla po parlamentních volbách 2021 zvolena Klára Dostálová .

## Předsedové výboru v historii

### Seznam předsedů
Do roku 2006: Výbor pro veřejnou správu, regionální rozvoj a životní prostředí
| Předseda         | Strana | Strana              | Doba vykonávání úřadu               | Foto |
| ---------------- | ------ | ------------------- | ----------------------------------- | ---- |
| Leopold Zubek    |        | ODS                 | 1993–1996                           |      |
| Václav Grulich   |        | ČSSD                | 1996–1998                           |      |
| Miroslav Beneš   |        | ODS                 | 1998–2002                           |      |
| Radko Martínek   |        | ČSSD                | 2002–2005                           |      |
| Evžen Snítilý    |        | ČSSD                | 2005–2006                           |      |
| Tom Zajíček      |        | ODS                 | 2006–2010                           |      |
| Stanislav Polčák |        | TOP 09 a Starostové | 2010–2012                           |      |
| Václav Horáček   |        | TOP 09 a Starostové | 2012–2013                           |      |
| Milada Halíková  |        | KSČM                | 2013–2017                           |      |
| Ivan Bartoš      |        | Piráti              | 2017–2021                           |      |
| Robert Stržínek  |        | ANO                 | 25. listopadu 2021 – 27. ledna 2022 |      |
| Klára Dostálová  |        | ANO                 | 28. ledna 2022 – dosud              |      |

## Výbor pro veřejnou zprávu a regionální rozvoj (od 23.11.2021)

### Místopředsedové výboru
- Ing. Jana Bačíková, MBA
- Ing. Jiří Carbol
- Ladislav Okleštěk
- Mgr. Eliška Olšáková

## Výbor pro veřejnou správu a regionální rozvoj (24.11.2017 – 21.10.2021)

### Místopředsedové výboru
- Ing. Jiří Dolejš
- Ing. Adam Kalous
- Jiří Kohoutek
- Ing. Věra Kovářová
- Mgr. Martin Kupka
- Mgr. Jana Mračková Vildumetzová

#### Členové výboru
- Bc. Jakub Janda
- Mgr. Martin Baxa
- JUDr. Dominik Feri
- Ing. Eva Fialová
- JUDr. Jan Chvojka
- Ing. Stanislav Juránek
- Mgr. Barbora Kořanová
- Ing. Jan Kubík
- Ing. Jaroslav Kytýr
- Mgr. Ivo Pojezný

- Ing. Ondřej Babka
- Jan Jakob

## Výbor pro veřejnou správu a regionální rozvoj (27.11.2013 – 26.10.2017)

### Místopředsedové výboru
- Bc. František Adámek
- Ing. Petr Bendl
- Mgr. Martina Berdychová
- JUDr. Pavel Blažek, Ph.D.
- Mgr. Václav Horáček
- Ladislav Okleštěk
- Ing. Jiří Petrů
- Mgr. Jiří Zimola

## Výbor pro veřejnou správu a regionální rozvoj (24.06.2010 – 28.08.2013)

### Místopředsedové výboru
- PaedDr. Milada Halíková
- Otto Chaloupka
- Ing. Jaroslav Krupka
- Ing. Jiří Petrů

## Výbor pro veřejnou správu a regionální rozvoj (12.09.2006 – 03.06.2010)

### Místopředsedové výboru
- RNDr. Marta Bayerová
- PaedDr. Milada Halíková
- Mgr. Zdeňka Horníková
- Ing.Bc. Tomáš Kvapil
- Mgr. Radko Martínek
- Ing. Jiří Petrů
- MVDr. Přemysl Rabas
- Evžen Snítilý